# 南马施
南马施（德語：Südermarsch）是德国石勒苏益格－荷尔斯泰因州的一个市镇。总面积30.23平方公里，总人口158人，其中男性89人，女性69人（2011年12月31日），人口密度5人/平方公里。